# Белек
Беле́к (тур. Belek) — город-курорт в Турции, расположенный в провинции Анталья на берегу Средиземного моря. Белек является частью Турецкой Ривьеры.
Начало развития инфраструктуры туризма и отдыха в городе было положено в 1984 году. Благодаря своему географическому положению город Белек позволяет совершать экскурсии к достопримечательностям всей провинции Антальи. Белек — один из гольф-центров. В Белеке расположено множество футбольных полей. В зимнее время для тренировок на этих полях в Белек приезжают футбольные команды из Европы и Азии.

## Климат
Белек находится в зоне  средиземноморского климата с жарким сухим летом и умеренной дождливой зимой. Средняя температура зимой не опускается ниже отметки +10 °C, пик летней температуры может достигать +45 °C. Средняя температура моря в зимние месяцы составляет около +17 °C, а в летние месяцы — около +27 °C. Наиболее комфортными для отдыха считаются месяцы, начиная с мая по сентябрь, когда в Белеке жаркая, ясная и безветренная погода с минимальным количеством осадков.